# Eparchie Saint Josaphat in Parma
Die Eparchie Saint Josaphat in Parma (englisch Eparchy of Saint Josaphat in Parma, lateinisch Eparchia Sancti Iosaphat Parmensis, ukrainisch Пармська єпархія святого Йосафата) ist eine in den USA gelegene Eparchie der ukrainischen griechisch-katholischen Kirche mit Sitz in Parma, Ohio.

## Geschichte
Die Eparchie Saint Josaphat in Parma wurde am 5. Dezember 1983 durch Papst Johannes Paul II. aus Gebietsabtretungen der Erzeparchie Philadelphia errichtet und dieser als Suffragandiözese unterstellt. Das Bistum umfasst die US-Bundesstaaten Ohio, Pennsylvania, West Virginia, Kentucky, 
Tennessee, Mississippi, Alabama, Georgia, Florida, North Carolina und South Carolina.

## Bischöfe der Eparchie Saint Josaphat in Parma
- Robert Mikhail Moskal, 1983–2009
  - John Bura, 2009–2014 (Apostolischer Administrator)
- Bohdan Danylo, seit 2014

## Weblinks

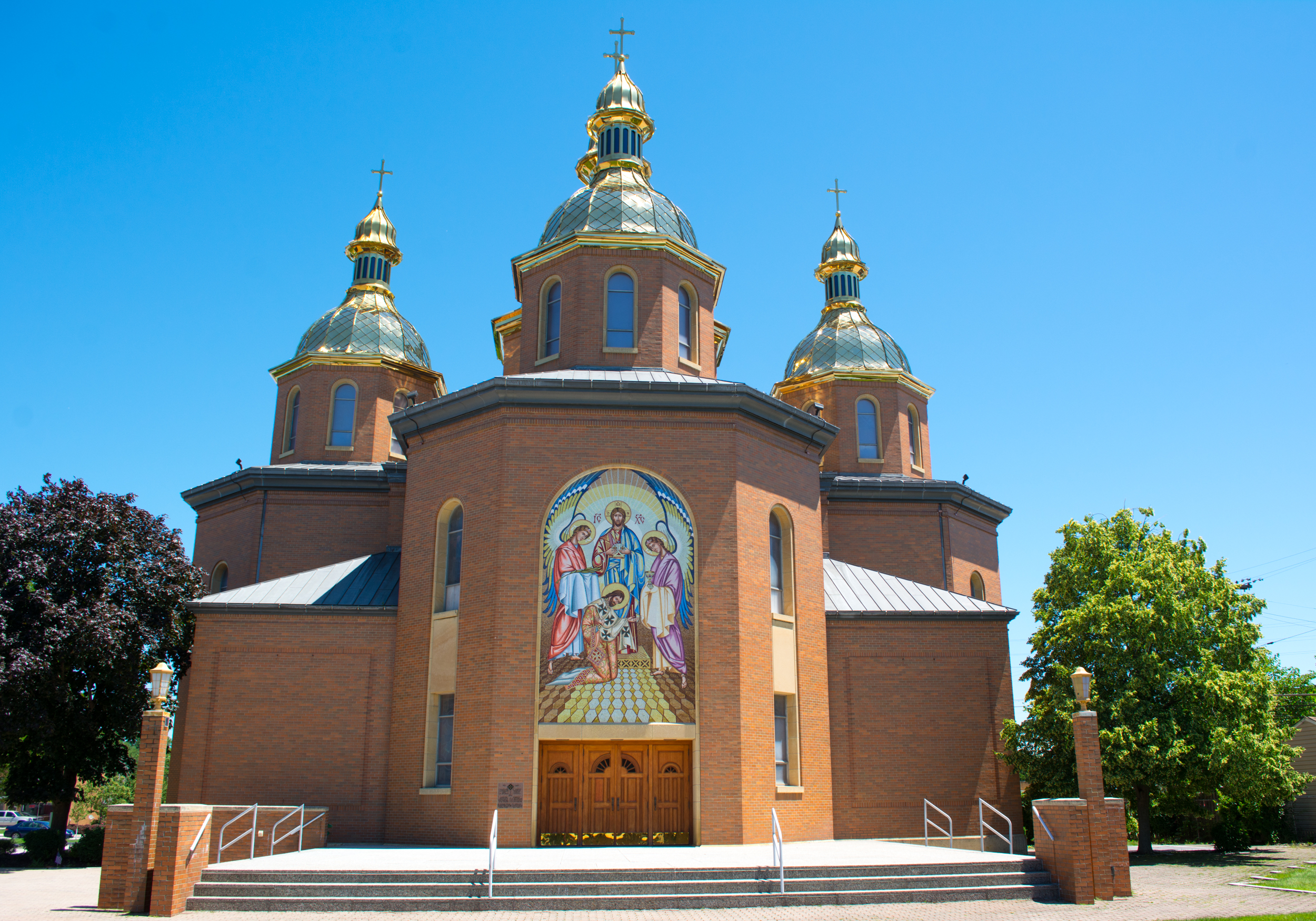
Kathedrale: St. Josaphat Cathedral in Parma